# Cereus pachyrrhizus
Cereus pachyrrhizus ist eine Pflanzenart in der Gattung Cereus aus der Familie der Kakteengewächse (Cactaceae). Das Artepitheton pachyrrhiza leitet sich von den griechischen Worten pachys für ‚dick‘ sowie rhiza für ‚Wurzel‘ ab und verweist auf die geschwollenen Wurzeln der Art.

## Beschreibung
Cereus pachyrrhizus wächst strauchig bis baumförmig mit großen knolligen Wurzeln, ist nur selten verzweigt und erreicht Wuchshöhen von 3 bis 5 Meter. Die zylindrischen, gelblich grünen bis gelblich braunen, nur wenig glauken Triebe sind an ihrer Spitze gerundet und weisen Durchmesser von bis zu 10 Zentimeter auf. Es sind sechs seitlich stark zusammengedrückte Rippen vorhanden, die bis zu 5 Zentimeter hoch sind. Die darauf befindlichen kreisrunden Areolen stehen weit voneinander entfernt. Die aus ihnen entspringenden 10 bis 13 spitzen, pfriemlichen Dornen sind braun bis schwärzlich braun. Sie sind bis zu 3 Zentimeter lang.
Die bis zu 5 Zentimeter langen Früchte sind ellipsoid.

## Verbreitung und Systematik
Cereus pachyrrhizus ist in Paraguay verbreitet.
Die Erstbeschreibung wurde 1903 von Karl Moritz Schumann veröffentlicht. Ein nomenklatorisches Synonym ist Piptanthocereus pachyrhizus (K.Schum.) F.Ritter (1979).

## Nachweise